# Markus Griesser
Markus Griesser är en schweizisk amatörastronom.
Minor Planet Center listar honom som M. Griesser och som upptäckare av 10 asteroider.
Asteroiden 11547 Griesser är uppkallad efter honom.

## Asteroider upptäckta av Markus Griesser
| 43669 Winterthur    | 15 april 2002     |
| 82232 Heuberger     | 11 maj 2001       |
| 113390 Helvetia     | 29 september 2002 |
| 144096 Wiesendangen | 23 januari 2004   |
| 210213 Hasler-Gloor | 11 september 2007 |
| 266051 Hannawieser  | 1 juli 2006       |
| 273273 Piwowarski   | 24 juli 2006      |
| 367406 Buser        | 30 augusti 2008   |
| 398045 Vitudurum    | 21 mars 2009      |